# Dendrocerus natalicus
Dendrocerus natalicus is een vliesvleugelig insect uit de familie van de Megaspilidae. De wetenschappelijke naam van de soort is voor het eerst geldig gepubliceerd in 1985 door Dessart.